# Bulbophyllum alliifolium
Bulbophyllum alliifolium là một loài phong lan thuộc chi Bulbophyllum.